# 巴里斯桥

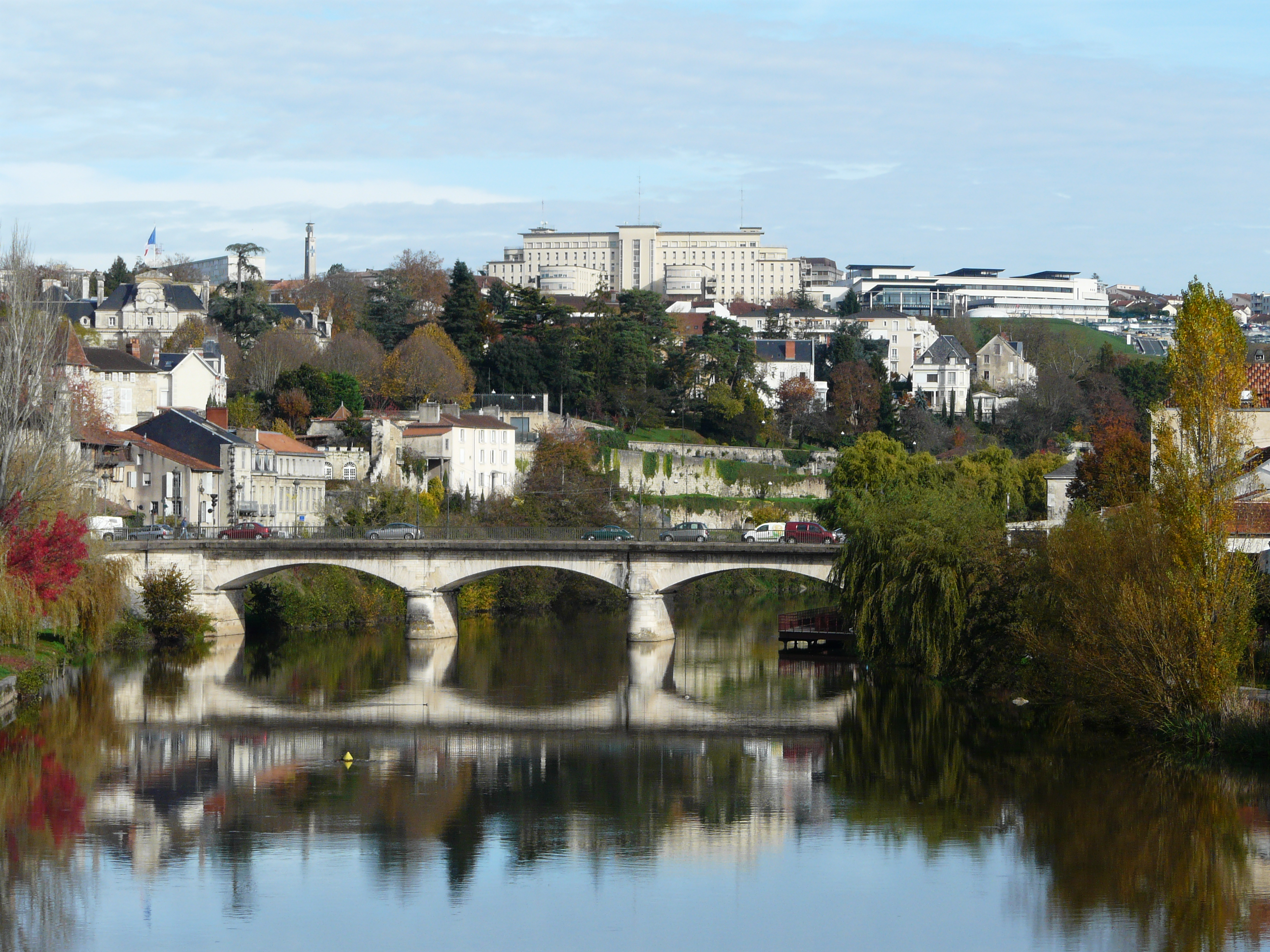

巴里斯桥（Pont des Barris）又名新桥（pont Neuf）是法国新阿基坦大区多尔多涅省佩里格的一座桥梁。

## 历史
巴里斯桥跨伊勒河。在中世纪，桥的两端曾设有设防塔。1860年12月拆除旧桥。新桥建于1860- 1861年，于1862年投入使用。

## 画像

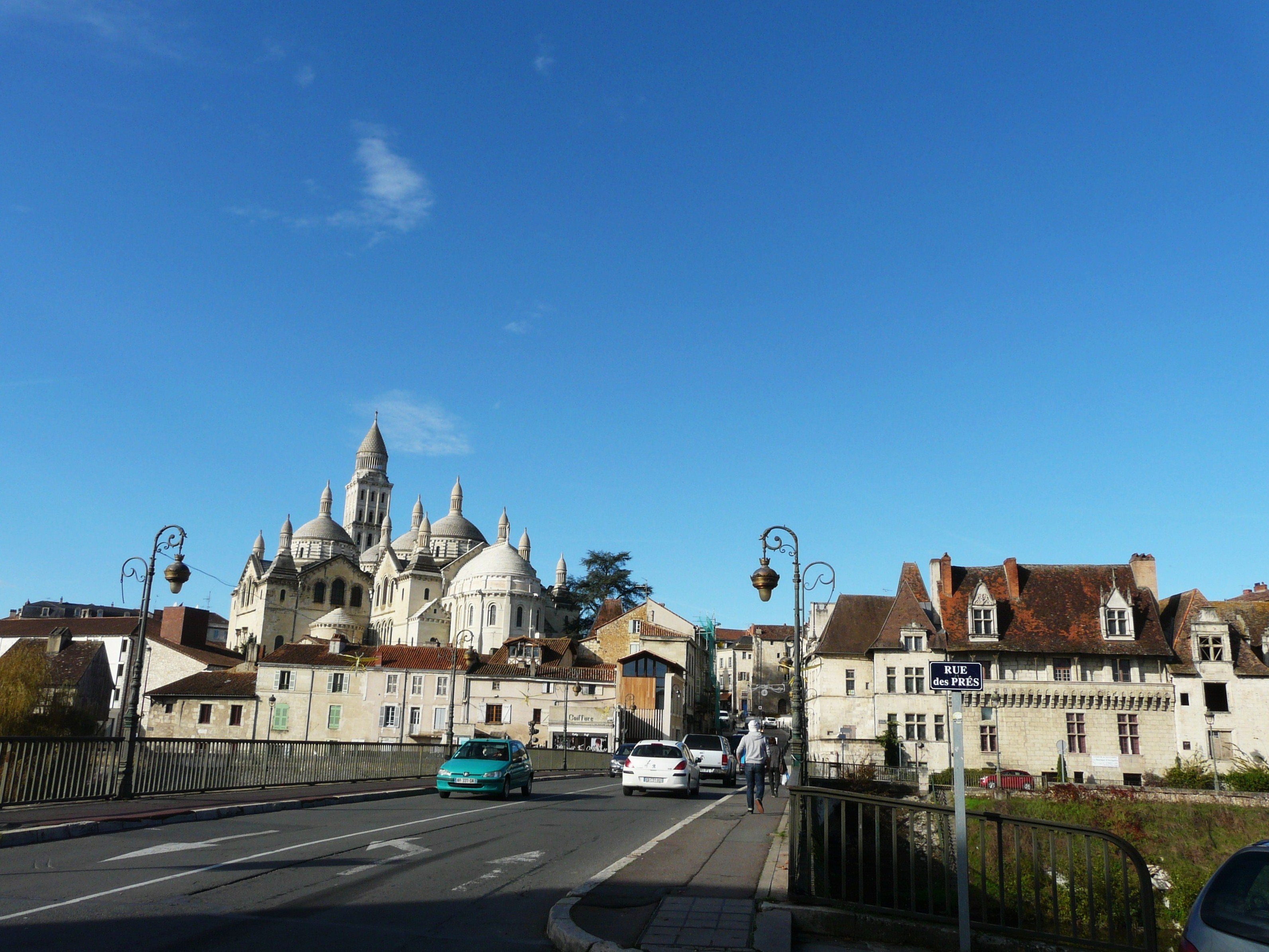
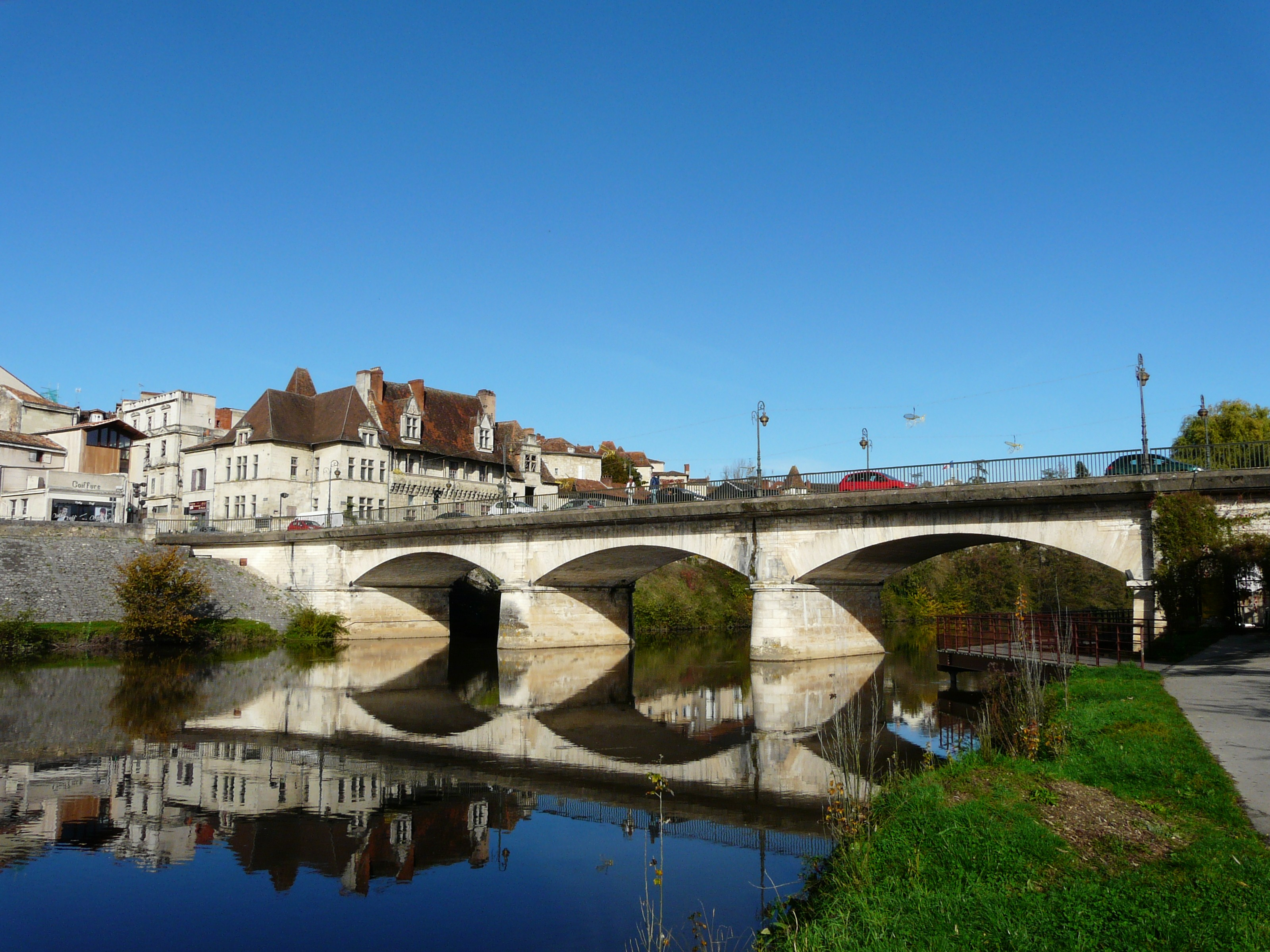
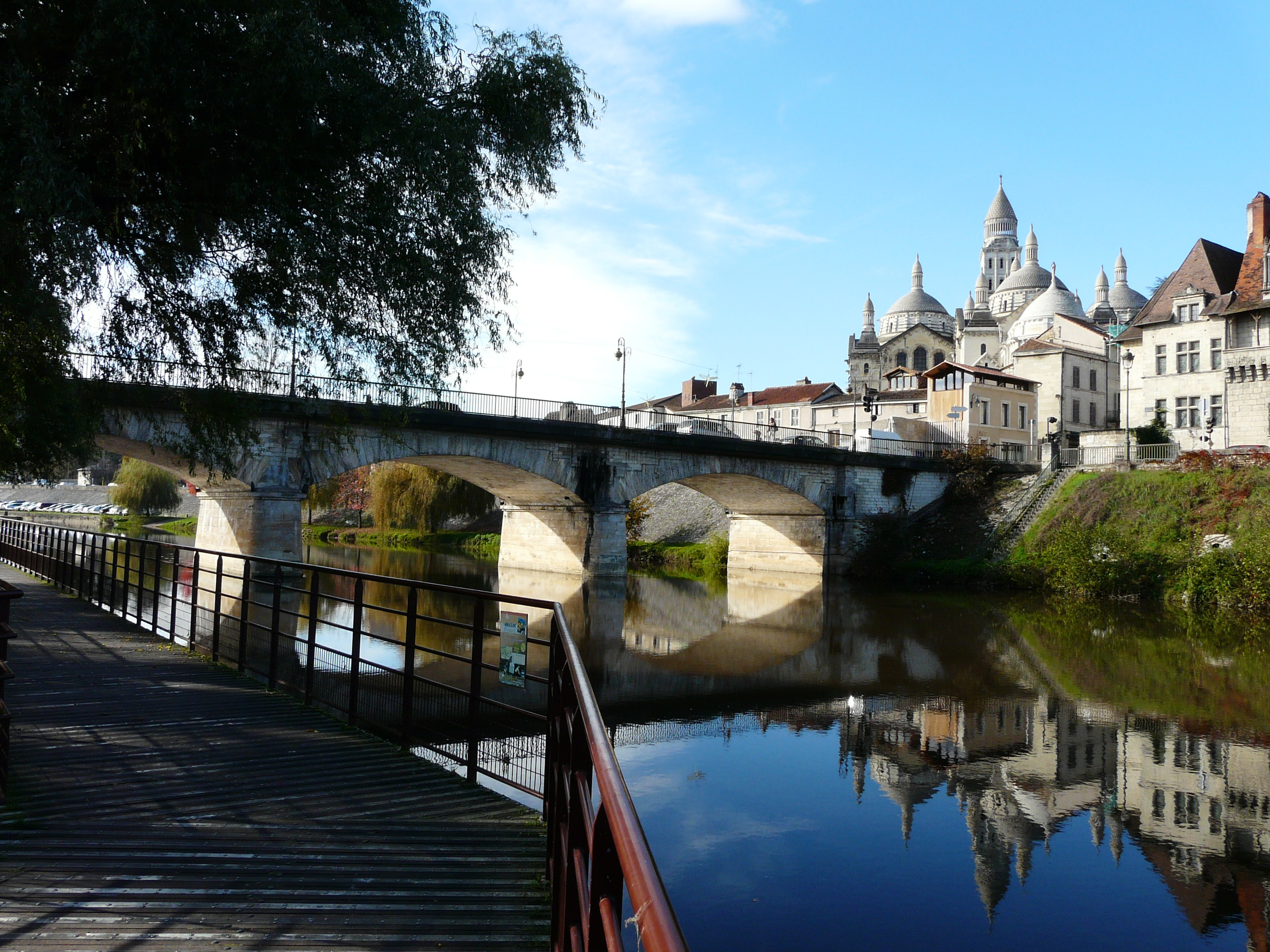
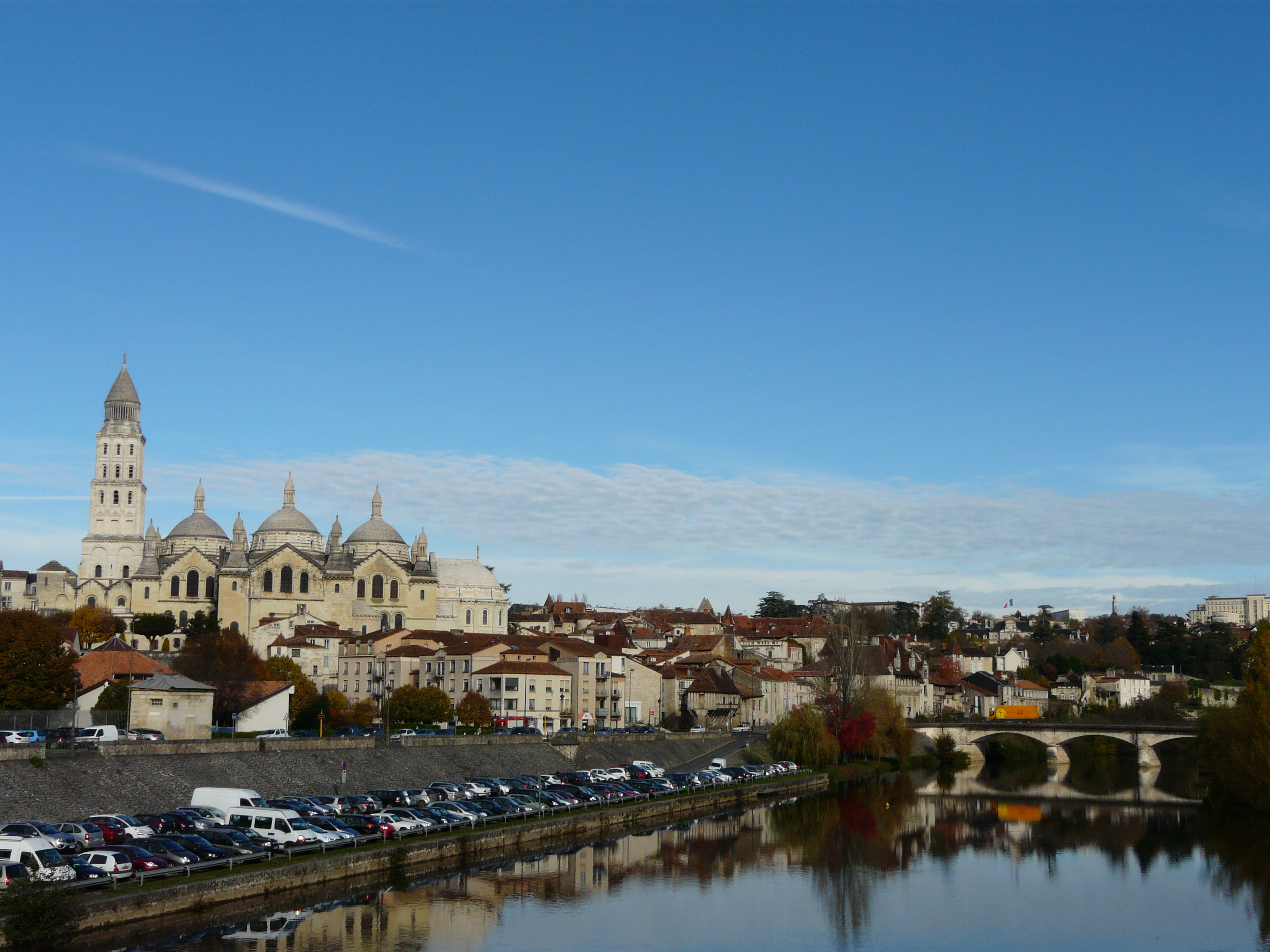